# Gryzomir

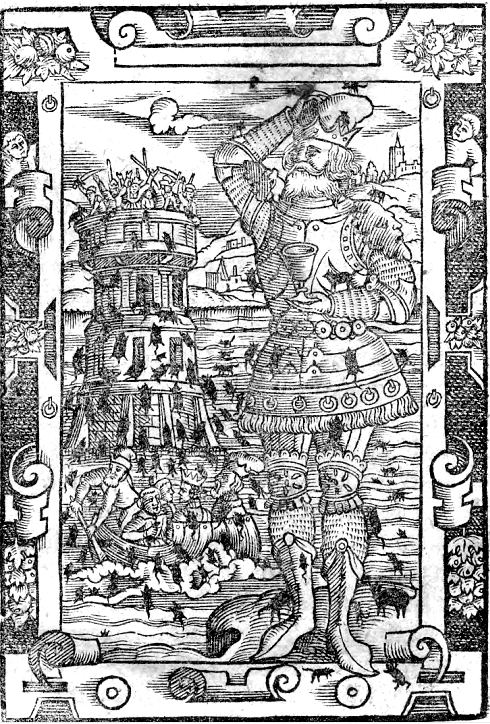
Bitwa gryzoni z ludźmi, w trakcie której zjedzony został Popiel II (ilustracja z dzieła ks. Jana Głuchowskiego, Icones książąt i królów polskich, 1605). Na podstawie starej legendy Krasicki stworzył postać Gryzomira, króla wojsk mysio-szczurzych mieszkającego w Gnieźnie.

Gryzomir – postać literacka stworzona przez Ignacego Krasickiego w Myszeidos pieśni X, poemacie opublikowanym pierwszy raz w roku 1775. Postać literacka powstała w oparciu o ironiczną interpretację legendy o królu Popielu.
Gryzomir to król rezydujący w Gnieźnie, dowódca wojsk mysio-szczurzych. Obecnie jest maskotką promującą Kruszwicę, symbolicznie otrzymał tytuł honorowego obywatela miasta.

## Gryzomir w interpretacji badaczy literatury
Część badaczy już w 1801 r. sądziła, że być może postać, jak i sama walka o władzę w dziele Krasickiego, symbolizuje burzliwe obrady jednego z sejmów, na którym radził stan szlachecki. 
W późniejszym okresie uważano, że „przez Gryzomira rozumieć należy uosobienie ducha narodowego w osobie np. Adama Krasińskiego, biskupa kamienieckiego albo Kazimierza Pułaskiego, naczelników konfederacji barskiej”.
Postacią zainteresował się również Euzebiusz Słowacki, który poświęcił Gryzomirowi fragment w swojej monografii z 1826 r.
Zdaniem Dawida Junga, Gryzomir to symbol wojny domowej, i podążając za interpretacją Juliusza Słowackiego, „rodzaj zaślepienia, otumanienia”: 

Jeszcze w 1775 r., [Krasicki - przyp.] przeczuwając okres przesileń i przełomów, napisał nawiązującą do czasów legendarnych „Myszeidos”, poemat heroikomiczny, ironiczną opowieść o Polakach, zwaśnionych, bardziej ufającym mitom niż racjonalnym argumentom bieżącej polityki. (…) Mityczne polis Sarmatów, Gniezno i Kruszwica oraz komiczne maski gryzoni, kotów, ludzi, do ostatnich dni polskiej literatury będą srogim memento, śmiechem przez łzy. Paradoksalnie czas początku staje się rzeczywistym czasem końca, lokalnym armagedonem, na który nie zwraca uwagi reszta sytej, rozleniwionej Europy nie czującej żadnej solidarności ze słabszymi. Gnieźnieński król Gryzomir, wódz wojsk mysio-szczurzych, stanie się odtąd nowym symbolem polskiej wojny domowej, która zwracając uwagę sąsiadów, sprowadza także ich oręż i niewolę. Gryzomir to także symboliczny rodzaj zaślepienia, otumanienia, stan, którego doświadczył 6 sierpnia 1831 r. w Londynie Juliusz Słowacki, pisząc w liście do matki: „Wszystko koło mnie mijało jak cienie latarni czarnoksięskiej – podróżowałem dzień i noc jak Gryzomir Krasickiego, i niewiele więcej od niego widziałem”.